# Étoile sans lumière
Pour plus de détails, voir Fiche technique et Distribution.
Étoile sans lumière est un film français réalisé par Marcel Blistène et sorti en 1946.

## Synopsis
À la fin des années 1920, lors de l’avènement du cinéma parlant, la grande vedette du muet Stella Dora se retrouve avec un énorme handicap : sa voix… Elle est au bord du suicide lorsque Roger, son amant metteur en scène a une idée décisive : pour le prochain film de Stella où celle-ci doit chanter, il utilise Madeleine, petite bonne de province à la voix sublime, qui va la doubler, dans un premier temps à son insu. L’animosité et la rivalité s’installent progressivement entre Stella et Madeleine, et cette dernière n’est pas citée lorsque Stella obtient un grand succès avec son film. Déçue et courroucée, Madeleine est incitée par un producteur douteux, qui s’improvise impresario, à faire ses débuts à la scène. Elle va vite déchanter…

## Fiche technique
- Titre : Étoile sans lumière
- Réalisation : Marcel Blistène
- Scénario : André-Paul Antoine
- Adaptation et dialogues : Marcel Blistène
- Décors : Jean d'Eaubonne
- Assistants réalisateur : Hervé Bromberger, Andrée Feix
- Maquillages : Boris de Fast
- Photographie : Paul Cotteret
- Son : Pierre-Louis Calvet
- Montage : Geneviève Bretoneiche
- Musique : Guy Luypaerts
  - Chansons :  C'était une histoire d'amour (interprétée sans orchestre au début du film) ; C'est merveilleux et Mariage  interprétées par Édith Piaf, paroles d'Henri Contet, musique de Marguerite Monnot
  - Adieu pour toujours interprétée par Édith Piaf
  - Production : Eugène Tucherer
- Société de production : BUP Française (Paris)
- Société de distribution : Ciné Classics
- Pays d’origine :  France
- Dialogues : Marcel Blistène
- Langue de tournage : français
- Format : noir et blanc — 35 mm — 1,37:1 — son monophonique
- Genre : mélodrame
- Durée : 85 minutes
- Date de sortie : France - 3 avril 1946

## Distribution
- Édith Piaf : Madeleine
- Serge Reggiani : Gaston Lansac
- Mila Parély : Stella Dora
- Marcel Herrand : Roger Marney
- Jules Berry : Billy Daniel
- Yves Montand : Pierre
- Colette Brosset : Lulu
- Georges Vitray : le producteur Darnois
- Jean-Raymond Boudou : Paul
- Mady Berry : Mélanie
- Franck Maurice : un figurant en pirate
- Paul Frankeur : le reporter
- Renée Dennsy : la script-girl
- Marcel Rouzé
- Cécyl Marcyl
- Philippe Lemaire

## Autour du film
- Le scénario du célèbre film musical Chantons sous la pluie (Singin' in the Rain) de Stanley Donen et Gene Kelly, sorti six ans plus tard en 1952, présente de fortes similitudes avec celui d'André-Paul Antoine et Marcel Blistène bien qu'aucune mention à Étoile sans lumière n'apparaisse au générique de Chantons sous la pluie. Cet argument sera réutilisé, soixante ans plus tard, pour The Artist.

- Le film, censé se dérouler au moment du passage au parlant (donc entre 1927 et 1930) ne s'embarrasse d'aucun souci de vraisemblance du point de vue des décors, modes féminine et masculine, coiffures ou modèles d'autos, qui sont clairement ceux de 1946.

- Il s'agit ici de la toute première apparition d'Yves Montand sur grand écran, grâce à Édith Piaf, tombée follement amoureuse de lui. Dans le film, il joue d'ailleurs un jeune mécano amoureux de la « petite bonne » interprétée par Piaf.

- Le film dans le film, où Stella Dora (Mila Parély) triomphe aux dépens de Madeleine (Édith Piaf), s'intitule La Fiancée du pirate. Plus de vingt ans après, en 1969, une autre Fiancée du pirate est tournée, pour de vrai, par Nelly Kaplan avec Bernadette Lafont.

- Le film a donné lieu à l'une des Chroniques du menteur de Boris Vian, le présentant comme « le nouveau film d'Edith Piaf, avec Marcel Blistène et Antoine ». Il caractérise Piaf, supposée pressentie pour la canonisation par le Pape, d'« interprète, pleine d'entrain [d]'une série de chansons nouvelles, intéressantes, et empreintes de la marque poétique moderne [...] dont « [...]Près de la cascade, au chant si dou-ou-ou-oux (etc.) »[1].

## Critique
"On vous la fait courte : Piaf joue comme un pied, Montand et Reggiani à peine mieux (un comble), sans compter que la vedette censée avoir une voix de crécelle cause parfaitement normalement, ce qui est ballot vu que c'est l'argument du film. Mais le charme d'un mélo typique de "ces années-là", le contexte particulier (tourné avec des bouts de ficelle à la Libération) et bien sûr la distribution culte valent de s'accrocher un peu pour aller jusqu'au bout de cette curiosité. Regardez ça avec votre mémé, elle sera contente." (Libération, 3 janvier 1986)

## Sorties vidéo
- France : 28 mars 2008, DVD collection Les Classiques Français, SNC, M6 Vidéo.